# Biljarda
Biljarda - palác Petara II. Petroviće-Njegoše stojí blízko Cetinjského kláštera. Toto sídlo bylo postaveno roku 1838 jako rezidence knížete Petara II. Petroviće-Njegoše. V současné době se zde nachází Černohorské Národní muzeum. Je zde vystaveno mnoho jeho osobních předmětů, zbraní, obrazů a jiných historických artefaktů, mj. a rukopis básně Horský věnec. Tomuto domu se dnes říká Biljarda, podle kulečníkového stolu uvnitř, který si kníže Petr přivezl z Itálie.